# Irgenhausen
Irgenhausen ist eine Aussenwacht der Gemeinde Pfäffikon im Schweizer Kanton Zürich.
Hier stehen «auf Bürglen», dem höchsten Hügel der dortigen Drumlingruppe, die von Ferdinand Keller (1800–1881) auf einem Plan aufgezeichneten und 1898–1907 von Jakob Heierli ausgegrabenen Überreste eines römischen Kastells. Es wurde von Ferdinand Corrodi dokumentiert und 1911 von Otto Schulthess in einem Bericht publiziert. Das Kastell Irgenhausen liegt auf einem Drumlin, rund 500 Meter vom Pfäffikersee entfernt. Der Grundriss ist quadratisch mit 60 Metern Seitenlänge, vier Ecktürmen (8 × 8 m) und drei Mitteltürmen (6 × 6 m) an Nord-, West- und Südfront. Ein Vorgängerbau an dieser Stelle war ein römischer Gutshof. Lange wurde es als Steinbruch für nahe gelegene Bauten genutzt, bis 1898 die Antiquarische Gesellschaft Pfäffikon das Grundstück zum Schutz vor einer Überbauung kaufte. Seit 1957 ist es im Besitz der Gemeinde Pfäffikon. Bundeshilfe ermöglicht aktuelle Ausgrabungs- und Restaurierungsarbeiten.

## Sehenswürdigkeiten

Historisches Luftbild von Werner Friedli (1946)

## Bilder

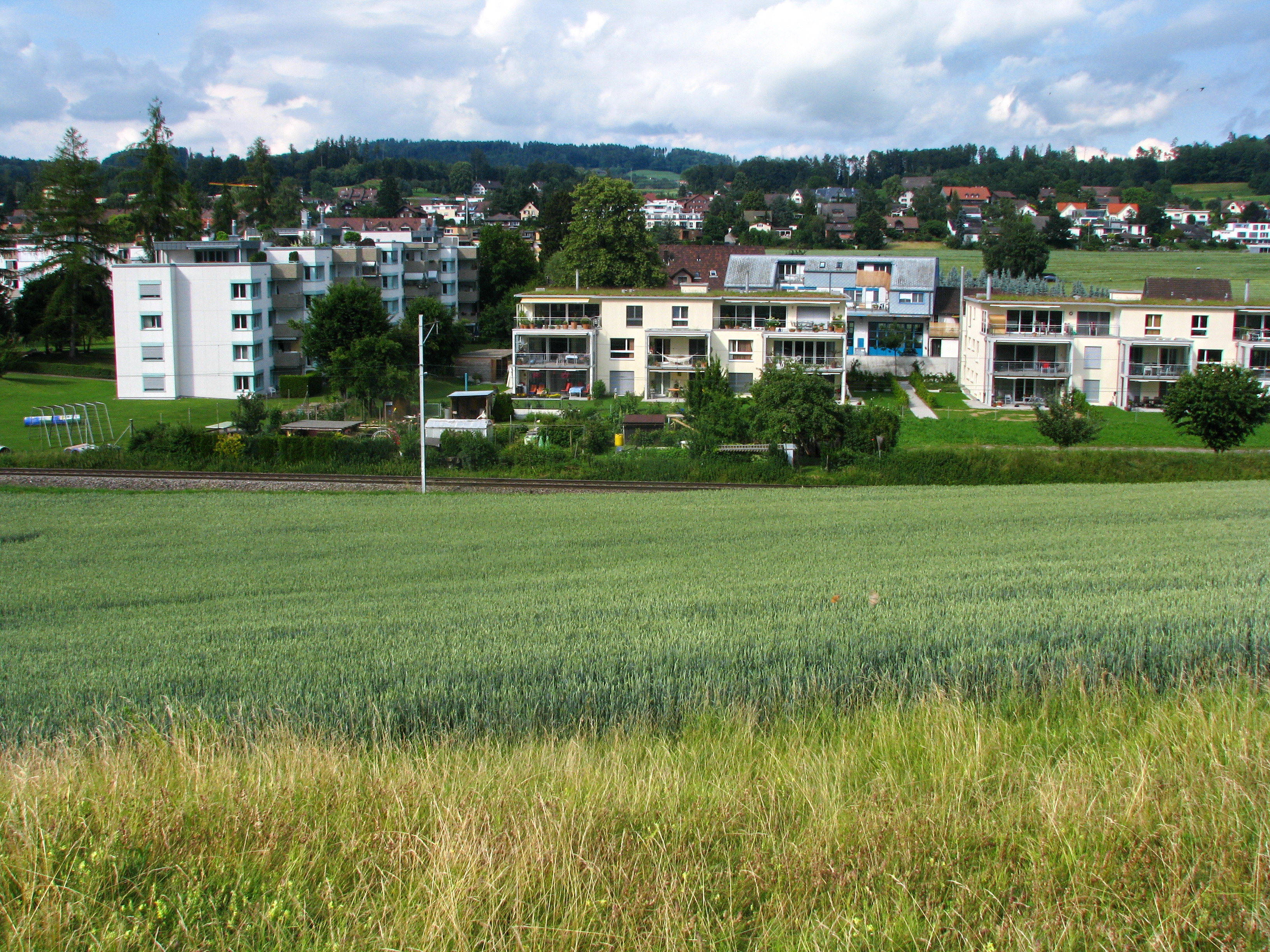
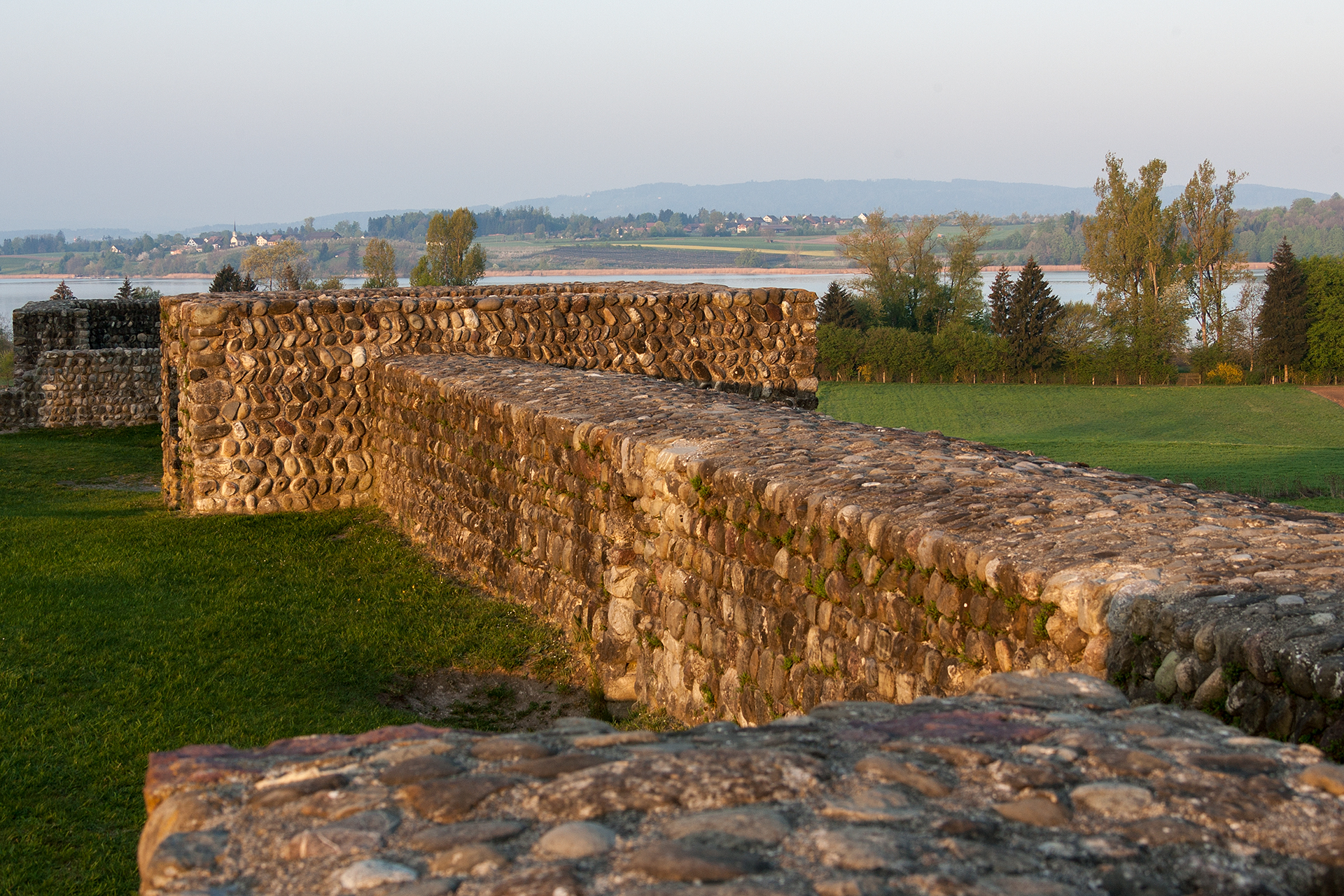
Römisches Kastell
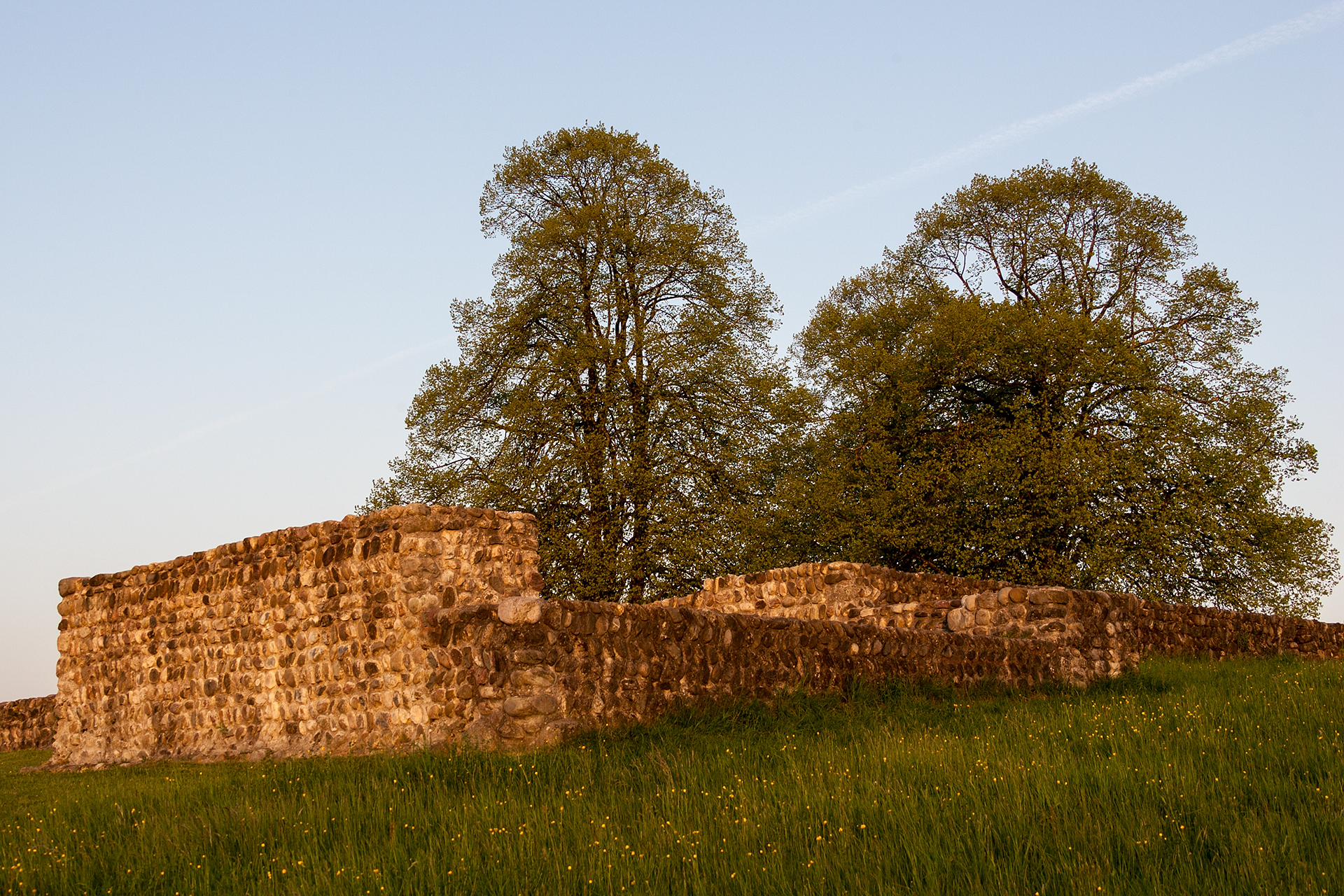
Römisches Kastell